# Theory of a Deadman
Theory of a Deadman (abrégé à Theory) est un groupe de metal alternatif canadien, originaire de Delta, en Colombie-Britannique.  Formé en 2001, il est découvert par Chad Kroeger, leader du groupe canadien Nickelback. Ils comptent au total quatre albums studio sous le label Roadrunner Records, situé à Calabassa, en Californie. P.O.D., Papa Roach et Hoobastank ont eux aussi enregistrés des morceaux dans ce même studio. En 2005, les titres Santa Monica, Say Goodbye, No Way Out et No Surprise apparaissent dans la bande son du jeu vidéo Fahrenheit.
Tyler Connolly, le chanteur, et Dean Back, le bassiste, sont à l'origine du groupe formé au lycée. Ils sont ensuite rejoints par un autre guitariste, Dave Brenner, petit frère d'un ami de Dean. Leur premier batteur quitte le groupe avant la sortie de l'album Gasoline, en 2005. Le 17 mai 2011, le titre Lowlife est publié, premier extrait de l'album The Truth Is..., paru en juillet 2011. Le 22 avril 2014, le groupe sort un nouveau single, Drown, et annonce la sortie de leur nouvel album intitulée Savages, pour le 29 juillet. Avant la sortie de l'album,  trois chansons sont disponibles: Drown, Savages et Angel.

## Biographie

### Débuts (2001–2003)
Tyler Connolly (chant, guitare) aurait glissé une copie de la démo du groupe (qui allait devenir la chanson Invisible Man) à Kroeger lors d'une soirée post-concert et les deux ont bientôt collaboré sur des chansons ensemble. Ils publient leur premier album Theory of a Deadman le 17 septembre 2002. Le nom du groupe vient d'une chanson de leur premier album dont les paroles décrivent un homme s'apprêtant à se suicider. Ce titre est renommé The Last Song.

### Gasoline(2005–2007)
Le 29 mars 2005, Theory of a Deadman publie son deuxième album, Gasoline. Après la sortie de l'album, le groupe part en tournée avec Shinedown et No Address. À compter du 1er mars de cette année, le groupe commence une tournée de promotion, mettant en vedette Breaking Benjamin et The Exies. Les titres de l'album Gasoline sont apparues dans la bande originale du jeu vidéo Fahrenheit, jeu sorti en 2005 et qui est publié sous le titre Indigo Prophecy, aux États-Unis.
Le groupe joue la chanson thème de la World Wrestling Entertainment, No Way Out 2006. Cette chanson est une reprise de Deadly Game de l'album WWE Anthology. La chanson est incluse sur l'album WWE Intention Wreckless. Ils font également une reprise de No Chance In Hell, le thème musical de Vince McMahon. La chanson est incluse sur WWE The Music, Vol. 8, publié le 25 mars 2008,.

### Scars and Souvenirs(2008–2009)
En plus de jouer la chanson thème pour la 24e WWE SummerSlam. Le 1er avril 2008, Theory of a Deadman publient leur troisième album, Scars and Souvenirs, date à partir de laquelle ils sortent huit singles, So Happy, By the Way, Little Smirk, Bad Girlfriend, All or Nothing, Hate My Life, Not Mean to Be, et Wait for Me. La chanson By the Way met en vedette les voix de Chris Daughtry et Robin Diaz. Le 6 avril 2008, après avoir fait plusieurs arrêts à travers le Canada, ils sont apparus aux Juno Awards à Calgary, en Alberta, dans une promotion appelée Journey to the Junos.
Le 23 novembre 2008, Theory of a Deadman ont effectué la mi-temps de la 96e Coupe Grey, avec Suzie McNeil et Andrée Watters. Au cours de l'automne 2008-2009, Theory of a Deadman, accompagné par Hinder, tournent avec Mötley Crüe. Ils jouent également au Crüe Fest 2, festival organisé par Mötley Crüe. Total Nonstop Action Wrestling utilise la chanson Got it Made, de l'album Scars and Souvenirs, pour leur compte rendu vidéo de l'année 2008. La chanson continue plus tard à être utilisée par Sun Sport pour les vidéos d'après-match du Heat de Miami pendant la saison 2010-2011. Elle est également utilisée dans le jeu vidéo NASCAR 09.
Le 9 avril 2009, Scars and Souvenirs est certifié disque d'or par la RIAA, avec des ventes atteignant 500 000 exemplaires rien qu'aux États-Unis. En 2009, le chanteur Tyler enregistre une chanson de danse intitulée Loaded Gun avec le DJ belge Regi Penxten.

### The Truth Is...(2010–2012)
À la fin de 2010, il est annoncé que le groupe allait commencer l'enregistrement de leur quatrième album studio, dont la sortie est projetée vers la mi-2011. Il est ensuite confirmé par Tyler Connolly que ce quatrième album du groupe sortirait le 12 juillet 2011. Le premier single de l'album, Lowlife, est sorti le 17 mai 2011. Le titre de l'album à venir est annoncé pour être The Truth Is .... En 2011, Theory of a Deadman est choisi comme co-tête d'affiche de la deuxième édition du Carnival of Madness avec Alter Bridge. Les band de soutien étaient Black Stone Cherry, Adelitas Way, et Empathic. Le groupe contribue sur une nouvelle chanson, qui a été co-écrite avec le chanteur Scott Stevens du groupe The Exies, intitulé Head Above Water pour le film Transformers 3 : La Face cachée de la Lune, qui doit être publié le 14 juin 2011.
Une chanson intitulée Drag Me to Hell est mis en téléchargement gratuit sur le site officiel de Roadrunner Records le 16 juin 2011. Le deuxième single officiel, Out of My Head, est publié le 14 juin 2011.

### Savages(2013–2016)

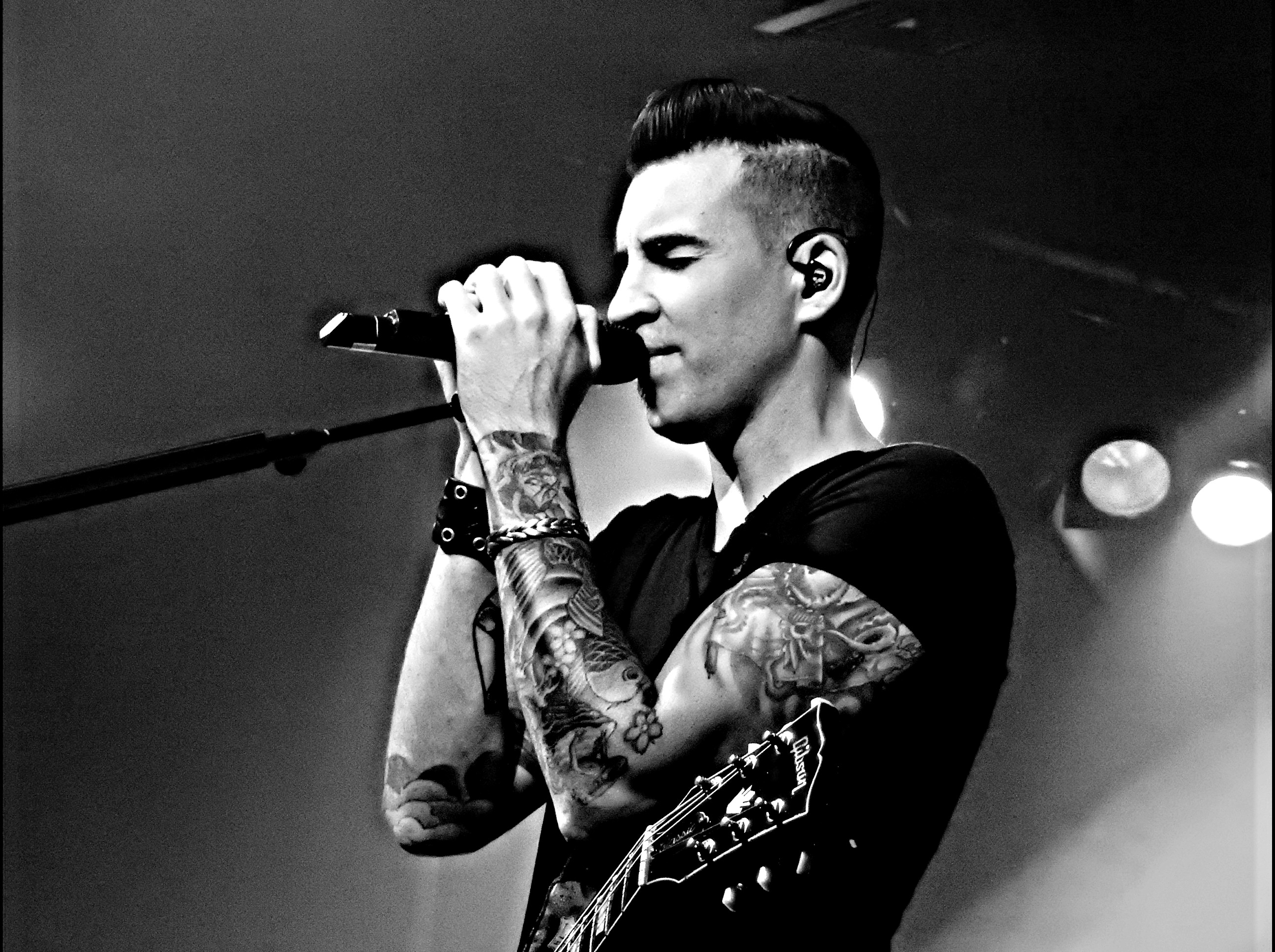
Theory of a Deadman, à Scala, Londres.

Le 9 novembre 2013, il est confirmé par Theory of a Deadman, via leur compte Twitter que la pré-production de leur 5e album avait commencé. Le 29 janvier 2014, le groupe a déclaré qu'il finissait l'enregistrement du 5e album la semaine suivante. Le 7 avril 2014, ils annoncent via leur Twitter, Facebook, et leur site officiel qu'un nouveau single, Drown, serait publié le 22 avril et leur nouvel album, intitulé Savages, le 29 juillet. Un extrait de Drown peut être entendu sur leur site officiel ou la page YouTube. La chanson Panic Room de l'album sera le thème musical du pay-per-view Hell in a Cell de la WWE.
Le 28 avril 2015, le groupe publie un EP cinq titres acoustique intitulé Angel Acoustic. Le 11 novembre 2016, le groupe publie une reprise de Hallelujah de Leonard Cohen.

### Wake Up Call(depuis 2017)
En janvier 2017, le groupe annonce son arrivée à Londres, en Angleterre, pour l'enregistrement d'un sixième album studio. Le 10 février 2017, le groupe publie une reprise de la chanson Shape of My Heart de Sting. Le 17 mars 2017, le groupe publie une reprise de Cold Water de Major Lazer.
Le groupe annonce le nom de leur prochain album Wake Up Call le 28 juillet 2017 avec la sortie de son premier single, Rx (Medicate).
Avec la sortie de Wake Up Call, le groupe a décidé de changer de nom, le raccourcissant à Theory.

## Membres

### Membres actuels
- Tyler Connolly — chant, guitare
- Dave Brenner — guitare
- Dean Back — basse
- Joey Dandeneau — batterie

### Anciens membres
- Tim Hart - batterie
- Brent Fitz - batterie
- Robin Diaz - batterie

## Discographie

### Singles
- 2002 : Nothing Could Come Between Us
- 2003 : Make Up Your Mind
- 2003 : Point to Prove
- 2005 : No Surprise
- 2005 : Santa Monica
- 2005 : Better Off
- 2006 : Since You've Been Gone
- 2008 : So Happy
- 2008 : Bad Girlfriend
- 2009 : Hate My Life
- 2011 : Lowlife
- 2014 : Drown
- 2014 : Angel
- 2014 : Savages
- 2017 : Rx (Medicate)

## Distinctions
- 2003 : Juno Award du nouveau groupe de l'année (récompensé)[10]
- 2003 : Western Canadian Music Award du Outstanding Rock Recording pour Theory of a Deadman (nomination)[11]
- 2005 : Western Canadian Music Award du Outstanding Rock Recording pour Gasoline (nomination)[12]
- 2006 : Juno Award du groupe de l'année (nomination)[10]
- 2006 : Juno Award de l'album rock de l'année pour Gasoline (nomination)[10]
- 2009 : Western Canadian Music Award de l'enregistrement de l'année pour Scars and Souvenirs (récompensé)[13]
- 2010 : BMI Pop Award pour Not Meant to Be (nomination)[14]